# Papetier
Le papetier est un professionnel du papier, au titre de sa production, sa commercialisation. Le papetier traditionnel fabrique à partir de chiffons de coton et de lin des feuilles de papier de différentes qualités selon des techniques anciennes. L'art de la fabrication artisanale des formes occidentales de papetiers est inscrite à l'Inventaire du patrimoine culturel immatériel en France depuis 2019. 

## Histoire
En France, après la protection de Jean le Bon des papetiers jurés quelques textes au XVIIe siècle concernant les types de papier tel que l'arrêt du conseil du 21 juillet 1671, la production artisanale du papier dans les moulins a été précisée dans son ensemble par les 61 articles du Règlement de 1739, plus exactement l'arrêt du Conseil d'État du roi du 27 janvier 1739. Il encadre la nature et mise en œuvre des matières premières, normalise les multiples types de papier autorisés, règle les conditions de commercialisation

### Formation
L'activité est accessible sans qualification mais après apprentissage. Le papetier traditionnel fabrique à partir de chiffons de coton et de lin des feuilles de papier de différentes qualités selon des techniques anciennes.

### Emploi
Des conditions de l'activité elle-même sont également réglementées, ainsi « Défend Sa Majesté à tous compagnons ou ouvriers de commencer leur travail, tant en hiver qu'en été, avant  trois heures du matin», en précisant que cette défense doit être interprétée dans le contexte de pluriactivité, les ouvriers exploitant parallèlement quelques pièces de terre.
Un des articles précise le statut du maître-papetier : « Seront réputés Maîtres fabricans de papier, tous ceux qui font actuellement fabriquer du papier en leur nom, dans des moulins à eux appartenants ou qu'ils tiennent à loyers ; sans qu'aucun puissent être à l'avenir qu'après avoir fait apprentissage…». Cet apprentissage devait en principe durer quatre années, mais il était habituellement de trois ans voire beaucoup moins pour les enfants de papetier.

Le maître-papetier supervise les tâches de plusieurs ouvriers :
- L'ouvreur crée la feuille en répartissant une quantité de pâte à papier dans la forme.
- Le coucheur retourne la forme pour déposer la feuille sur le feutre recouvrant la feuille précédente et place une autre feutre sur la feuille.
- Le leveur prend délicatement la feuille, une fois celle-ci débarrassée de son eau, la pile ou porse ayant été pressée et la met à sécher.
- Le salleran s'occupe de l'encollage du papier.

La qualité et état des formes (leur degré d'usure) influaient sur la qualité du papier ; leur fabrication relevait d'artisans spécialisés itinérants, les formaires.
Le papetier marquait sa production dans chacun de ses formats par le recours au filigrane qui pouvait comporter son nom ou ses initiales.

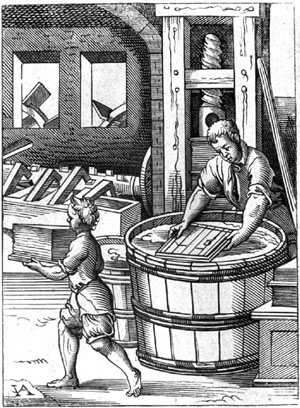
Papetier traditionnel, gravure Jost Amman.